# Ulla Ģērmane
Ulla Ģērmane (geb. Lodziņa; * 21. Oktober 1971 in Wolmar, Lettische SSR, Sowjetunion) ist eine ehemalige sowjetische Skirennläuferin.
Ģērmane war 1988 und 1989 als Juniorin erfolgreich, unter anderem gewann sie bei den Junioren-Weltmeisterschaften 1988 in Madonna di Campiglio die Bronzemedaille in der Abfahrt. Sie erreichte in ihrer kurzen Weltcupkarriere in den späten 1980er Jahren einzelne Spitzenergebnisse, vor allem in den Speed-Disziplinen. Als Bestresultat wurde für sie ein vierter Rang im Super-G von Steamboat Springs (USA) aus dem Jahre 1989 notiert, im Gesamtweltcup war ihre beste Platzierung Platz 38 in der Saison 1988/89.
Bei den Alpinen Skiweltmeisterschaften 1989 in Vail (USA) klassierte sie sich in der Abfahrt auf dem 14. Rang.
Ihre Tochter Dženifera (* 2003) ist ebenfalls Skirennläuferin.